# Tichov
Tichov, bis 1924 Cichov (deutsch Zichow) ist eine Gemeinde in Tschechien. Sie liegt fünf Kilometer nördlich von Valašské Klobouky in der Mährischen Walachei und gehört zum Okres Zlín.

## Geographie
Tichov befindet sich am südöstlichen Fuße der Vizovická vrchovina am Übergang zu den Javorníky im Tal des Baches Tichovský potok. Nördlich erheben sich die Bařinka (716 m) und Vrátnice (680 m), im Nordosten die Příčné (569 m), östlich die Orla (502 m), im Süden die Hrušové (498 m), westlich der Humenec (510 m) sowie im Nordwesten der Klašťov (753 m), Svěradov (737 m) und die Hůrka (634 m).
Nachbarorte sind Sochorák, Podhoří, Juřic, Váša, Vařákovy Paseky, Pozděchov, Valašská Polanka und Lužná im Norden, Račné und Lidečko im Nordosten, U Janků und Lačnov im Osten, Poteč im Südosten, Smolina, Veliké, Mirošov und Díly im Süden, Vlachova Lhota, Pod Polem und Vrchy im Südwesten, Drnovice und Vysoké Pole im Westen sowie Ploština und Osičí im Nordwesten.

## Geschichte
Archäologische Funde belegen eine frühzeitliche Besiedlung des Gemeindegebietes. Auf der Flur Stráže wurde eine Grabstätte der Urnenfelderkultur aufgefunden.

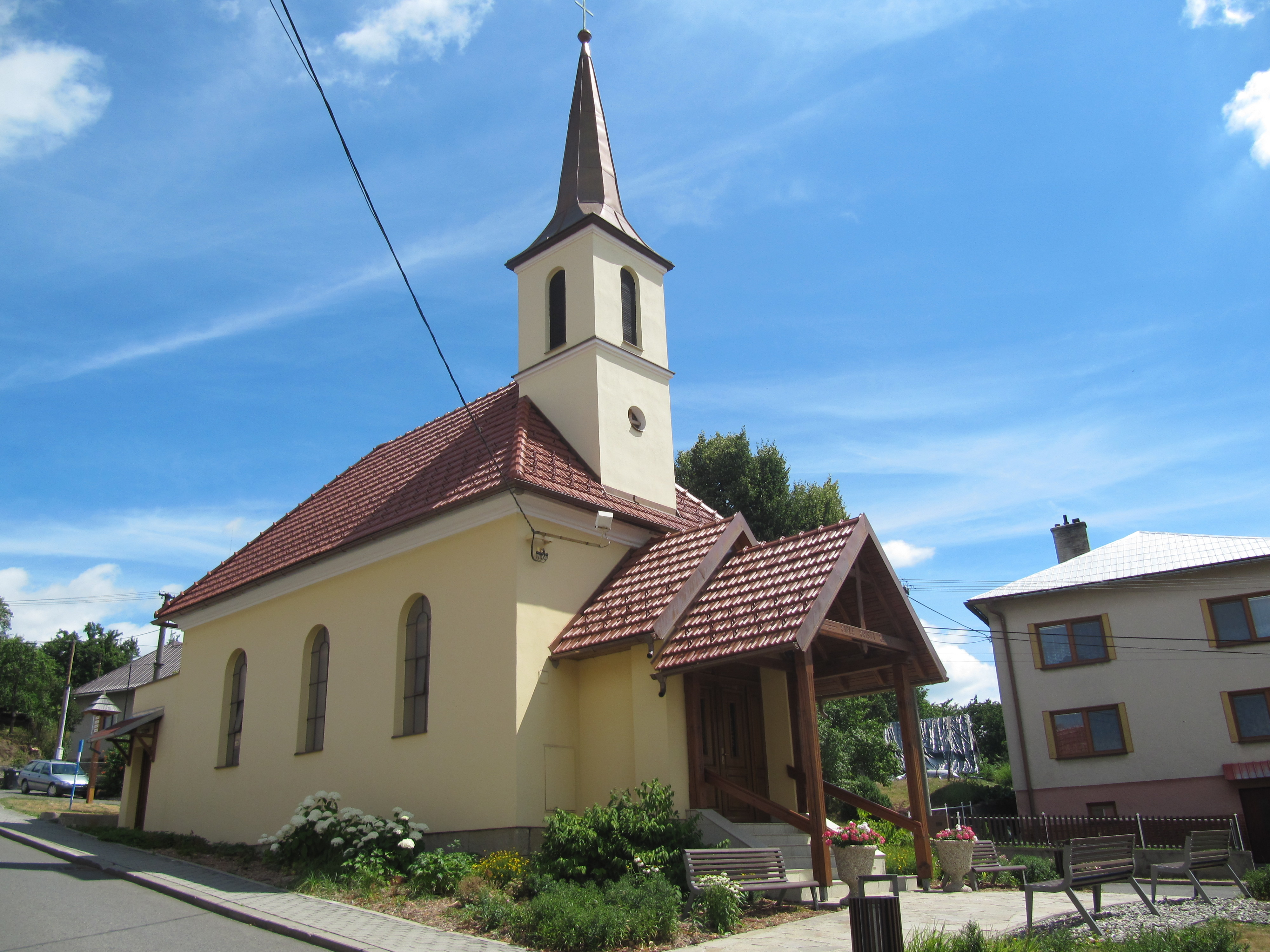
Kapelle in Tichov

Die erste schriftliche Erwähnung der zur Burg Brumov gehörigen Pasekaren-Ansiedlung Cichov erfolgte 1422 als Pfandbesitz König Sigismunds. Zu den weiteren Besitzern gehörten zwischen 1441 und 1468 die Herren von Cimburg, zwischen 1474 und 1515 die Podmanický von Podmanín sowie ab 1519 die Herren von Lomnitz. Nach dem Tode Jaroslavs von Lomnitz erbte 1572 dessen Schwester Magdalena die Herrschaft. Sie war die Ehefrau Heinrichs III. von Münsterberg und verkaufte die Burg Brumov mit allem Zubehör, darunter auch Czichow, 1574 an Zdeněk Říčanský Kavka von Říčany. Die Kavka von Říčany hielten den Besitz bis 1622. Zwischen 1626 und 1662 besaßen die Grafen Forgács die Güter. 1629 zerstörte ein Feuer einen großen Teil des Dorfes. Im Laufe des 17. und 18. Jahrhunderts entstanden fünf Salaschenwirtschaften. 1663 brannten die Türken 14 Häuser nieder und ermordeten einen Einwohner; zudem trieben sie zwei Pferde, 14 Rinder und 361 Schafe fort. 1670 wurde der Ort als Czichlow bezeichnet. Vor den Kuruzen verbargen sich die Bewohner zu Beginn des 18. Jahrhunderts im Wald Úprzla. Nach der Teilung der Herrschaft fiel das Dorf der den Grafen Illyesházy gehörigen Ersten Herrschaft Brumow zu. Aus dem Jahre 1751 ist die Schreibweise Cžzhlow überliefert. Das Dorf bestand 1758 aus 43 Anwesen und einer herrschaftlichen Schmiede. 1790 lebten in dem Ort etwa 300 Menschen. Seit dem Beginn des 19. Jahrhunderts wurde in dem Dorf unterrichtet. Die Grafen Illyesházy hielten Brumov I bis 1835, danach kaufte Georg Simon von Sina den Besitz. Im Jahre 1846 wurde der Ort als Čichow bzw. Čychow, vormals Těchov bezeichnet. Tichov blieb stets landwirtschaftlich geprägt und war bis zur Mitte des 19. Jahrhunderts immer nach Brumov I untertänig. Gepfarrt ist der Ort seit eh und jeh nach Valašské Klobouky.
Nach der Ablösung der Patrimonialherrschaften bildete Čichow/Zichow ab 1850 eine Gemeinde in der Bezirkshauptmannschaft Uherský Brod. 1866 brach die Cholera aus. Im Jahre 1868 brannte das gesamte aus Holzhäusern bestehende Dorf nieder. Ab 1872 führte die Gemeinde den Namen Cichow und ab 1881 Cichov. 1898 entstand das erste eigene Schulhaus in der Gemeinde. Cichov hatte im Jahre 1900 etwa 450 Einwohner. 1924 erhielt die Gemeinde den Namen Tichov, früher Cichov. Unter den Opfern des Massakers von Ploština waren am 19. April 1945 auch fünf Einwohner von Tichov. 1949 wurde die Gemeinde dem Okres Valašské Klobouky zugeordnet. 1950 erreichte Tichov mit 560 Einwohnern seine höchste Bevölkerungszahl. Bei der Gebietsreform von 1960 kam der Ort zum Okres Gottwaldov. Im Jahre 1980 wurde Tichov nach Valašské Klobouky eingemeindet, seit dem 1. Januar 1993 bildet Tichov wieder eine eigene Gemeinde.

## Sehenswürdigkeiten
- Kapelle Christus König, der 1938 genehmigte Bau konnte wegen des Zweiten Weltkrieges erst in den Jahren 1947–1948 ausgeführt werden. In der Kapelle befindet sich auch eine Gedenktafel für die fünf in Ploština verbrannten Einwohner des Dorfes.